# Borghese (famiglia)

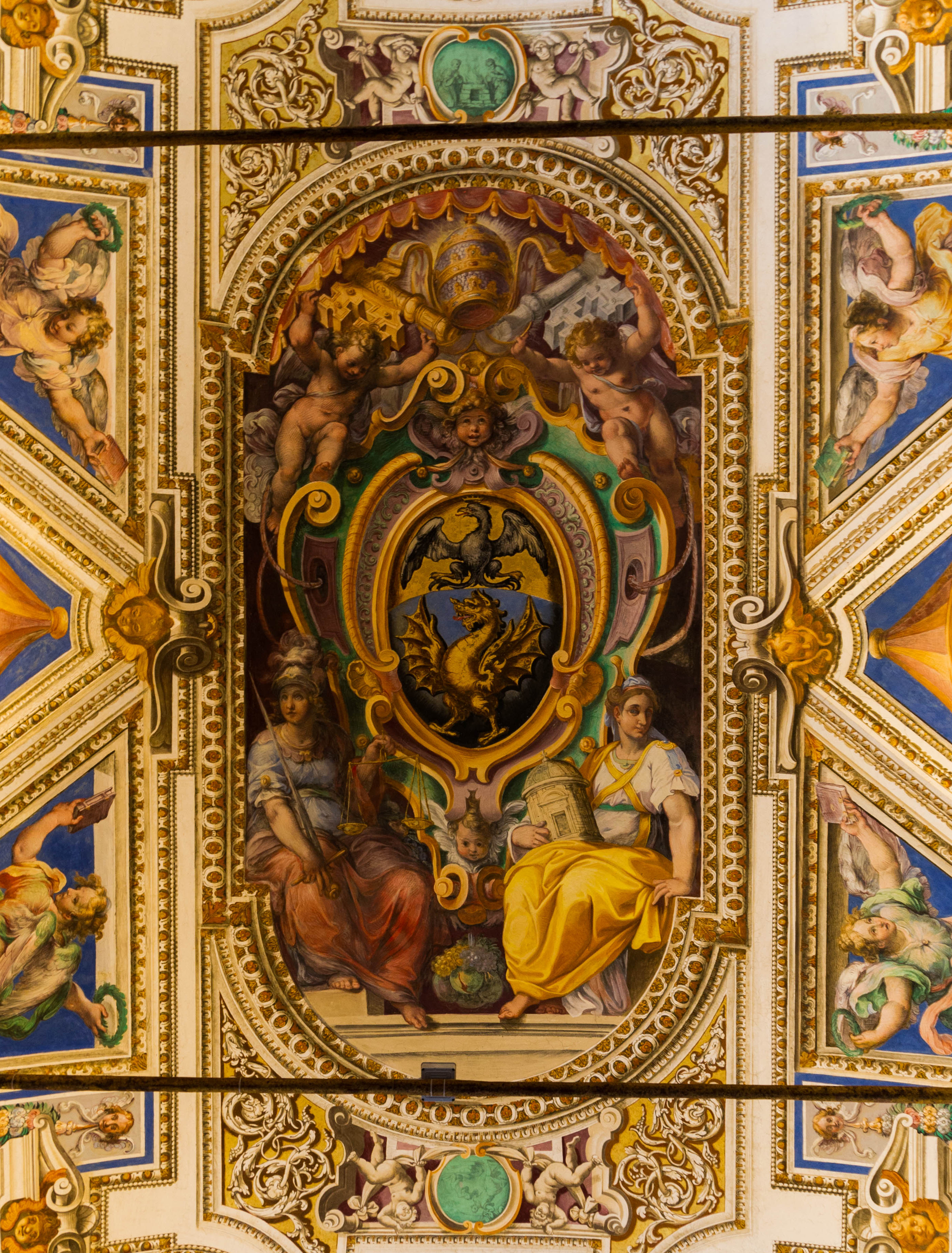
Lo stemma papale di Casa Borghese nella Galleria delle carte geografiche dei Musei Vaticani

Il Casato dei Borghese, o Borghesi in origine, è una famiglia principesca e papale italiana originaria di Siena, che ha avuto per molti secoli una grande influenza nella storia politica, religiosa e artistica di Roma, di Siena e dell'Italia in generale.

## Storia dei Borghesi (o Borghese) di Siena
Il capostipite fu un mercante senese di lana del XIII secolo, Tiezzo da Monticiano, che ebbe due figli: Bencivenne e Benincasa. Da Bencivenne e da suo figlio Borghese (che dette il cognome al casato) discesero i Borghesi di Siena, i Borghesi di Firenze (ramo fiorito nel XIV secolo ed estinto nel XVII secolo) e infine i Borghese di Roma. Dall'altro figlio di Tiezzo, Benincasa, secondo molti studiosi discese l'omonima famiglia senese dei Benincasa alla quale appartenne la celebre Santa Caterina da Siena.
(da "Storia di S. Caterina da Siena e del papato del suo tempo" di Alfonso Capecelatro)
Tra i membri più importanti, oltre papa Paolo V e diversi cardinali, sono da ricordare:
- Agostino (1390-1462), fu un valoroso combattente nelle guerre fra Siena e Firenze, fu nominato conte palatino da papa Pio II e conte del Sacro Romano Impero da Sigismondo.
- Niccolò (1432-1500), letterato, filosofo, e importante politico della Repubblica di Siena appartenente al Monte dei Nove assassinato, si sospettò, dal genero Pandolfo Petrucci a seguito di contrasti politici.
- Pietro (1469-1527), nominato senatore di Roma da papa Leone X, fu ucciso nella Rotta dei Cofani.
- Marcantonio I (1504-1574), uomo politico (fu anche Conservatore del Popolo Romano) e avvocato concistoriale al servizio papale sposò, essendo rimasto vedovo, la nobile romana Flaminia Astalli da cui discendono tutti i Borghese di Roma.
- Eleonora, sposò il Principe di Francavilla Michele Imperiali, unendo così la propria famiglia con la potente discendenza degli Imperiale. Essi rappresentarono un importante fulcro della società napoletana di metà 1700, così come ricordato in numerose storiografie.

## Storia dei Borghese (o Borghesi) di Roma
Nel 1541 Marcantonio I avvocato concistoriale si trasferì a Roma. L'ascesa della famiglia senese nella società romana fu rapida. Nel 1605, Camillo, figlio di Marcantonio I, viene eletto Papa con il nome di Paolo V.
Paolo V fece nominare il fratello Francesco (1556-1620), duca di Rignano, generale dell'esercito pontificio; l'altro fratello Giambattista (1554-1609), governatore di Borgo e castellano di Castel Sant'Angelo; il nipote Scipione Caffarelli (1576-1633), figlio della sorella Ortensia, cardinale.
Scipione fu adottato dallo zio Paolo V e quindi adottò il nome di Scipione Borghese. Fu un grande mecenate delle arti, scopritore e protettore del Bernini e artefice della costruzione della Villa Borghese e della raccolta di opere che costituiranno un'importante pinacoteca nota poi come Galleria Borghese.
Marcantonio II (1598-1658), figlio di Giambattista e di Virginia Lante, grazie all'influenza dello zio Paolo V, nel 1610 fu investito da Filippo III di Spagna, del principato di Sulmona con relativa grandezza di Spagna. Questi sposò nel 1619 Camilla Orsini e fu l'erede universale della famiglia. Ma già dal 1608 grazie al favore incondizionato dello zio pontefice che attinse al tesoro della Chiesa per mezzo delle numerose pensioni e commende, e al cugino cardinale Scipione, col preciso intento di favorire i suoi famigliari, questi furono protagonisti nell'arco di un trentennio e particolarmente negli anni del pontificato, che consentì di trasferire ai parenti oltre 4 milioni di scudi, di una lunga serie di acquisizioni feudali e patrimoniali, culminata nel 1639 con l'acquisto del ducato di Palombara, soprattutto acquistando feudi dalle famiglie Savelli, Orsini, e Colonna gravate da debiti, che la resero in breve una delle famiglie più ricche della nobiltà romana e italiana. Il figlio Paolo (1624-1646) sposò Olimpia Aldobrandini, principessa di Rossano, che trasmise questo titolo con il relativo feudo ed il ricco patrimonio al figlio Giovanni Battista. Marco Antonio III Borghese (1660-1729) fu viceré di Napoli (1721 1722) di nomina imperiale.
Marcantonio IV (1730-1800), principe di Sulmona e di Rossano, fu senatore della Repubblica Romana. Il figlio Camillo Filippo Ludovico Borghese (1775-1832) militò nell'esercito napoleonico di cui diventò generale. Sposò nel 1803 la sorella di Napoleone, Paolina Bonaparte, che era rimasta vedova del generale Leclerc, acquisendo il titolo di Altezza Imperiale. Camillo fu nominato duca e principe sovrano di Guastalla nel 1806, e governatore del Piemonte (1807-1814). Dopo la caduta di Napoleone, si separò dalla moglie e si ritirò a vita privata a Firenze.

Costui con la cessione a Napoleone e alla Francia, per un prezzo giudicato poco meno del doppio del prezzo di stima fatta da Ennio Quirino Visconti (8 milioni di franchi contro i 4,9 della stima), dei marmi più antichi della collezione Borghese conservata nella villa del Pincio, ora conservati al Louvre, dette luogo a uno dei più gravi e disastrosi atti di spoliazione del patrimonio artistico italiano. Alla sua morte, avvenuta nel 1832 senza aver generato discendenti , il fratello Francesco principe Aldobrandini (1776-1839) ereditò i titoli e il patrimonio della primogenitura Borghese.
Quest'ultimo fu anch'egli generale napoleonico e combatté a Wagram ed Austerlitz. L'11 aprile 1809 sposò Adelaide de la Rochefoucauld (Parigi, 1793 - Migliarino di Pisa, 1877). Dopo la nascita della prima figlia Maria (1806-1835), il loro primogenito maschio, Marcantonio V Borghese (Parigi, 1814 - Frascati, 1886), ereditò il titolo di principe Borghese e tutti i titoli della primogenitura; al secondogenito Camillo (1816-1902) fu assegnato il titolo di principe Aldobrandini mentre al terzogenito Scipione (1832-1892) spettò quello di duca Salviati.
Dopo Marcantonio V la primogenitura Borghese passò a don Paolo (Roma, 1845 - Venezia, 1920), che il 2 dicembre 1886 convolò a nozze con la contessa Ilona Apponyi von Nagy-Apponyi (1848-1914). Dal loro matrimonio nacquero quattro figli oltre al primogenito maschio, il principe Scipione Borghese (Migliarino di Pisa, 1871 - Firenze, 1927). Secondogenito di Marcantonio V fu Francesco, duca di Bomarzo, principe di Sant’Angelo e principe di San Polo (da lui la linea dei duchi di Bomarzo tuttora esistente).
Il principe Scipione Borghese (1871-1927) deputato radicale al parlamento, visse per lo più tra Roma, il Garda e la Toscana. Salì agli onori delle cronache per aver partecipato e vinto il raid automobilistico Pechino-Parigi nel 1907 insieme a Luigi Barzini, inviato speciale del Corriere della Sera, ed Ettore Guizzardi (1881-1963), pilota e meccanico personale del principe. I suoi diari di un precedente viaggio, In Siria, Eufrate e Babilonia sono stati pubblicati nel 1904 dall'Istituto Italiano di Arti Grafiche.
Tra il 1885 e il 1905 la famiglia fu investita da una grave crisi finanziaria conseguente all'espansione edilizia che divampava in Roma dopo il 1870 che la costrinse a mettere all'asta, a garanzia dei creditori, gran parte dei suoi beni, compreso il palazzo che poté essere riacquistato in parte, grazie al patrimonio di Anna Maria De Ferrari, moglie del principe Scipione. Nei successivi anni Venti, sotto il regime Fascista, con la graduale quotizzazione dei latifondi, venne definitivamente meno l'enorme patrimonio terriero che i Borghese erano riusciti ad accumulare nell'arco di tre secoli.

In questo stesso periodo nel 1901 la Villa Borghese a Porta Pinciana, prossima ad essere lottizzata come Villa Ludovisi, dopo una causa conclusasi nel 1893 che fece valere il carattere pubblico del complesso, venne acquisita all'asta dallo Stato, che ne fece dono al comune di Roma con riserva della Galleria, per tre milioni di lire, importo che venne giudicato ben inferiore al controvalore delle opere d'arte che vi erano e ancora vi sono custodite.
Il fratello di Scipione, il principe Livio Borghese, fu diplomatico, con il grado di ministro plenipotenziario e inviato straordinario, svolgendo incarichi di rilievo tra gli inizi del XX secolo fino alla sua morte (1939). Fu padre di Flavio Borghese XII, principe di Sulmona, che sposando donna Angela Paternò VII principessa di Sperlinga dei Manganelli, dama di corte della Regina d'Italia e ultima della sua famiglia, portò titoli, terre, e il celeberrimo Palazzo Manganelli di Catania, tuttora  di proprietà della famiglia Borghese, che lo utilizza come dimora. Il secondogenito fu invece Junio Valerio. 
Junio Valerio Borghese (1906-1974), ufficiale di marina, insignito della Medaglia d'Oro al valor Militare, fondò nel 1967 l'organizzazione di destra radicale Fronte Nazionale. Si rifugiò in Spagna nel 1970 a seguito delle accuse di aver organizzato un colpo di Stato (conosciuto come golpe Borghese).

Attualmente il capo della famiglia è Scipione Borghese XIV principe di Sulmona, XV principe di Rossano, IX principe di Sperlinga, nato il 19 novembre 1970, il quale ha sposato Barbara Massimo, dei Principi di Arsoli dalla quale ha avuto il figlio Camillo (n. 2020).
I rami della famiglia Borghese attuali sono cinque:
- Borghese, principi di Sulmona, principi di Rossano, ecc.
- Borghese-Aldobrandini, principi di Meldola
- Borghese-Salviati, duchi di Giuliano
- Borghese-Torlonia, principi del Fucino
- Borghese, Duchi di Bomarzo, ecc.

e discendono rispettivamente dai tre figli di Francesco: Marcantonio V Borghese, Camillo e Scipione, e dai nipoti Giulio (1847-1914), che sposò Anna Maria Torlonia, e Francesco.

## Albero genealogico[15]
|                                                                                |                                                                                |                                           |                                           |                                                      |                                                                   |                                                                   |                       |                       |                                                   |                                                              |                                                                       |                                                                              |                                                                              |                                                                        |                                  |                                                          |                                                          |                                                                   |                                                    |                                                      |                                                      |                                                                                        |                                                                                        |                                                   |                                                   |
|                                                                                |                                                                                |                                           |                                           |                                                      |                                                                   |                                                                   |                       |                       |                                                   |                                                              |                                                                       |                                                                              |                                                                              |                                                                        |                                  |                                                          |                                                          | Scipione †1508 Margherita Saracini                                |                                                    |                                                      |                                                      |                                                                                        |                                                                                        |                                                   |                                                   |
|                                                                                |                                                                                |                                           |                                           |                                                      |                                                                   |                                                                   |                       |                       |                                                   |                                                              |                                                                       |                                                                              |                                                                              |                                                                        |                                  |                                                          |                                                          |                                                                   |                                                    |                                                      |                                                      |                                                                                        |                                                                                        |                                                   |                                                   |
|                                                                                |                                                                                |                                           |                                           |                                                      |                                                                   |                                                                   |                       |                       |                                                   |                                                              |                                                                       |                                                                              |                                                                              |                                                                        |                                  |                                                          |                                                          |                                                                   |                                                    |                                                      |                                                      |                                                                                        |                                                                                        |                                                   |                                                   |
|                                                                                |                                                                                |                                           |                                           |                                                      |                                                                   |                                                                   |                       |                       |                                                   |                                                              |                                                                       |                                                                              |                                                                              |                                                                        |                                  |                                                          |                                                          | Marcantonio I *1504 †1574 1. Aurelia Bargagli 2. Flaminia Astalli |                                                    |                                                      |                                                      |                                                                                        |                                                                                        |                                                   |                                                   |
|                                                                                |                                                                                |                                           |                                           |                                                      |                                                                   |                                                                   |                       |                       |                                                   |                                                              |                                                                       |                                                                              |                                                                              |                                                                        |                                  |                                                          |                                                          |                                                                   |                                                    |                                                      |                                                      |                                                                                        |                                                                                        |                                                   |                                                   |
|                                                                                |                                                                                |                                           |                                           |                                                      |                                                                   |                                                                   |                       |                       |                                                   |                                                              |                                                                       |                                                                              |                                                                              |                                                                        |                                  |                                                          |                                                          |                                                                   |                                                    |                                                      |                                                      |                                                                                        |                                                                                        |                                                   |                                                   |
|                                                                                |                                                                                |                                           |                                           |                                                      |                                                                   |                                                                   |                       |                       |                                                   |                                                              |                                                                       |                                                                              |                                                                              |                                                                        | Camillo *1552 †1621 papa Paolo V | Camillo *1552 †1621 papa Paolo V                         | Francesco *1557 †1620 Ortensia Santacroce Publicola      | Francesco *1557 †1620 Ortensia Santacroce Publicola               | Giovanni Battista *1554-8 †1609 Virginia Lante     | Giovanni Battista *1554-8 †1609 Virginia Lante       | Ortensia *1561 †1598 Francesco Caffarelli            | Ortensia *1561 †1598 Francesco Caffarelli                                              |                                                                                        |                                                   |                                                   |
|                                                                                |                                                                                |                                           |                                           |                                                      |                                                                   |                                                                   |                       |                       |                                                   |                                                              |                                                                       |                                                                              |                                                                              |                                                                        |                                  |                                                          |                                                          |                                                                   |                                                    |                                                      |                                                      |                                                                                        |                                                                                        |                                                   |                                                   |
|                                                                                |                                                                                |                                           |                                           |                                                      |                                                                   |                                                                   |                       |                       |                                                   |                                                              |                                                                       |                                                                              |                                                                              |                                                                        |                                  |                                                          |                                                          |                                                                   |                                                    |                                                      |                                                      |                                                                                        |                                                                                        |                                                   |                                                   |
|                                                                                |                                                                                |                                           |                                           |                                                      |                                                                   |                                                                   |                       |                       |                                                   |                                                              |                                                                       |                                                                              |                                                                              |                                                                        |                                  |                                                          |                                                          |                                                                   | Marcantonio II *1598 †1658 Camilla Orsini          | Marcantonio II *1598 †1658 Camilla Orsini            | Scipione B.-Caffarelli *1579 †1633 cardinale         | Scipione B.-Caffarelli *1579 †1633 cardinale                                           |                                                                                        |                                                   |                                                   |
|                                                                                |                                                                                |                                           |                                           |                                                      |                                                                   |                                                                   |                       |                       |                                                   |                                                              |                                                                       |                                                                              |                                                                              |                                                                        |                                  |                                                          |                                                          |                                                                   |                                                    |                                                      |                                                      |                                                                                        |                                                                                        |                                                   |                                                   |
|                                                                                |                                                                                |                                           |                                           |                                                      |                                                                   |                                                                   |                       |                       |                                                   |                                                              |                                                                       |                                                                              |                                                                              |                                                                        |                                  |                                                          |                                                          |                                                                   |                                                    |                                                      |                                                      |                                                                                        |                                                                                        |                                                   |                                                   |
|                                                                                |                                                                                |                                           |                                           |                                                      |                                                                   |                                                                   |                       |                       |                                                   |                                                              |                                                                       |                                                                              |                                                                              |                                                                        |                                  |                                                          |                                                          |                                                                   | Paolo *1624 †1646 Olimpia Aldobrandini             |                                                      |                                                      |                                                                                        |                                                                                        |                                                   |                                                   |
|                                                                                |                                                                                |                                           |                                           |                                                      |                                                                   |                                                                   |                       |                       |                                                   |                                                              |                                                                       |                                                                              |                                                                              |                                                                        |                                  |                                                          |                                                          |                                                                   |                                                    |                                                      |                                                      |                                                                                        |                                                                                        |                                                   |                                                   |
|                                                                                |                                                                                |                                           |                                           |                                                      |                                                                   |                                                                   |                       |                       |                                                   |                                                              |                                                                       |                                                                              |                                                                              |                                                                        |                                  |                                                          |                                                          |                                                                   |                                                    |                                                      |                                                      |                                                                                        |                                                                                        |                                                   |                                                   |
|                                                                                |                                                                                |                                           |                                           |                                                      |                                                                   |                                                                   |                       |                       |                                                   |                                                              |                                                                       |                                                                              |                                                                              |                                                                        |                                  |                                                          |                                                          |                                                                   | Giovanni Battista *1639 †1717 Eleonora Boncompagni |                                                      |                                                      |                                                                                        |                                                                                        |                                                   |                                                   |
|                                                                                |                                                                                |                                           |                                           |                                                      |                                                                   |                                                                   |                       |                       |                                                   |                                                              |                                                                       |                                                                              |                                                                              |                                                                        |                                  |                                                          |                                                          |                                                                   |                                                    |                                                      |                                                      |                                                                                        |                                                                                        |                                                   |                                                   |
|                                                                                |                                                                                |                                           |                                           |                                                      |                                                                   |                                                                   |                       |                       |                                                   |                                                              |                                                                       |                                                                              |                                                                              |                                                                        |                                  |                                                          |                                                          |                                                                   |                                                    |                                                      |                                                      |                                                                                        |                                                                                        |                                                   |                                                   |
|                                                                                |                                                                                |                                           |                                           |                                                      |                                                                   |                                                                   |                       |                       |                                                   |                                                              |                                                                       |                                                                              |                                                                              |                                                                        |                                  |                                                          |                                                          |                                                                   | Marcantonio III *1660 †1729 Livia Flaminia Spinola |                                                      |                                                      |                                                                                        |                                                                                        |                                                   |                                                   |
|                                                                                |                                                                                |                                           |                                           |                                                      |                                                                   |                                                                   |                       |                       |                                                   |                                                              |                                                                       |                                                                              |                                                                              |                                                                        |                                  |                                                          |                                                          |                                                                   |                                                    |                                                      |                                                      |                                                                                        |                                                                                        |                                                   |                                                   |
|                                                                                |                                                                                |                                           |                                           |                                                      |                                                                   |                                                                   |                       |                       |                                                   |                                                              |                                                                       |                                                                              |                                                                              |                                                                        |                                  |                                                          |                                                          |                                                                   |                                                    |                                                      |                                                      |                                                                                        |                                                                                        |                                                   |                                                   |
|                                                                                |                                                                                |                                           |                                           |                                                      |                                                                   |                                                                   |                       |                       |                                                   |                                                              |                                                                       |                                                                              |                                                                              |                                                                        |                                  |                                                          |                                                          | Camillo *1693 †1763 Agnese Colonna                                | Camillo *1693 †1763 Agnese Colonna                 | Francesco *1697 †1759 cardinale                      | Francesco *1697 †1759 cardinale                      |                                                                                        |                                                                                        |                                                   |                                                   |
|                                                                                |                                                                                |                                           |                                           |                                                      |                                                                   |                                                                   |                       |                       |                                                   |                                                              |                                                                       |                                                                              |                                                                              |                                                                        |                                  |                                                          |                                                          |                                                                   |                                                    |                                                      |                                                      |                                                                                        |                                                                                        |                                                   |                                                   |
|                                                                                |                                                                                |                                           |                                           |                                                      |                                                                   |                                                                   |                       |                       |                                                   |                                                              |                                                                       |                                                                              |                                                                              |                                                                        |                                  |                                                          |                                                          |                                                                   |                                                    |                                                      |                                                      |                                                                                        |                                                                                        |                                                   |                                                   |
|                                                                                |                                                                                |                                           |                                           |                                                      |                                                                   |                                                                   |                       |                       |                                                   |                                                              |                                                                       |                                                                              |                                                                              |                                                                        |                                  |                                                          | Marcantonio IV *1730 †1800 Anna Maria Salviati           | Marcantonio IV *1730 †1800 Anna Maria Salviati                    | Scipione *1734 †1782 cardinale                     | Scipione *1734 †1782 cardinale                       |                                                      |                                                                                        |                                                                                        |                                                   |                                                   |
|                                                                                |                                                                                |                                           |                                           |                                                      |                                                                   |                                                                   |                       |                       |                                                   |                                                              |                                                                       |                                                                              |                                                                              |                                                                        |                                  |                                                          |                                                          |                                                                   |                                                    |                                                      |                                                      |                                                                                        |                                                                                        |                                                   |                                                   |
|                                                                                |                                                                                |                                           |                                           |                                                      |                                                                   |                                                                   |                       |                       |                                                   |                                                              |                                                                       |                                                                              |                                                                              |                                                                        |                                  |                                                          |                                                          |                                                                   |                                                    |                                                      |                                                      |                                                                                        |                                                                                        |                                                   |                                                   |
|                                                                                |                                                                                |                                           |                                           |                                                      |                                                                   |                                                                   |                       |                       |                                                   |                                                              |                                                                       |                                                                              |                                                                              |                                                                        |                                  | Camillo *1775 †1832 Paolina Bonaparte                    | Camillo *1775 †1832 Paolina Bonaparte                    | Francesco *1776 †1839 Adele de La Rochefoucauld                   | Francesco *1776 †1839 Adele de La Rochefoucauld    |                                                      |                                                      |                                                                                        |                                                                                        |                                                   |                                                   |
|                                                                                |                                                                                |                                           |                                           |                                                      |                                                                   |                                                                   |                       |                       |                                                   |                                                              |                                                                       |                                                                              |                                                                              |                                                                        |                                  |                                                          |                                                          |                                                                   |                                                    |                                                      |                                                      |                                                                                        |                                                                                        |                                                   |                                                   |
|                                                                                |                                                                                |                                           |                                           |                                                      |                                                                   |                                                                   |                       |                       |                                                   |                                                              |                                                                       |                                                                              |                                                                              |                                                                        |                                  |                                                          |                                                          |                                                                   |                                                    |                                                      |                                                      |                                                                                        |                                                                                        |                                                   |                                                   |
|                                                                                |                                                                                |                                           |                                           |                                                      |                                                                   |                                                                   |                       |                       |                                                   |                                                              |                                                                       | Marcantonio V *1814 †1886 1. Gwendolne Talbot 2. Thérèse de La Rochefoucauld | Marcantonio V *1814 †1886 1. Gwendolne Talbot 2. Thérèse de La Rochefoucauld |                                                                        |                                  |                                                          |                                                          |                                                                   |                                                    |                                                      |                                                      | Camillo ALDOBRANDINI *1816 †1902 1. Marie-Flore d’Arenberg 2. Maria Huniadi de Kéthely | Camillo ALDOBRANDINI *1816 †1902 1. Marie-Flore d’Arenberg 2. Maria Huniadi de Kéthely | Scipione SALVIATI *1823 †1892 Arabella Fitz-James | Scipione SALVIATI *1823 †1892 Arabella Fitz-James |
|                                                                                |                                                                                |                                           |                                           |                                                      |                                                                   |                                                                   |                       |                       |                                                   |                                                              |                                                                       |                                                                              |                                                                              |                                                                        |                                  |                                                          |                                                          |                                                                   |                                                    |                                                      |                                                      |                                                                                        |                                                                                        |                                                   |                                                   |
|                                                                                |                                                                                |                                           |                                           |                                                      |                                                                   |                                                                   |                       |                       |                                                   |                                                              |                                                                       |                                                                              |                                                                              |                                                                        |                                  |                                                          |                                                          |                                                                   |                                                    |                                                      |                                                      |                                                                                        |                                                                                        |                                                   |                                                   |
|                                                                                |                                                                                |                                           |                                           |                                                      | Paolo *1845 †1920 Ilona Appony de Nagy-Appony                     | Paolo *1845 †1920 Ilona Appony de Nagy-Appony                     |                       |                       |                                                   |                                                              |                                                                       |                                                                              |                                                                              |                                                                        |                                  | Francesco *1847 †1926 Duca di Bomarzo Francesca Salviati | Francesco *1847 †1926 Duca di Bomarzo Francesca Salviati | Giulio TORLONIA *1847 †1914 Anna Maria Torlonia                   | Giulio TORLONIA *1847 †1914 Anna Maria Torlonia    | Felice *1851 †1933 Maria Grazioli Lante della Rovere | Felice *1851 †1933 Maria Grazioli Lante della Rovere | Aldobrandini p. Meldola                                                                | Aldobrandini p. Meldola                                                                | Salviati, duchi                                   | Salviati, duchi                                   |
|                                                                                |                                                                                |                                           |                                           |                                                      |                                                                   |                                                                   |                       |                       |                                                   |                                                              |                                                                       |                                                                              |                                                                              |                                                                        |                                  |                                                          |                                                          |                                                                   |                                                    |                                                      |                                                      |                                                                                        |                                                                                        |                                                   |                                                   |
|                                                                                |                                                                                |                                           |                                           |                                                      |                                                                   |                                                                   |                       |                       |                                                   |                                                              |                                                                       |                                                                              |                                                                              |                                                                        |                                  |                                                          |                                                          |                                                                   |                                                    |                                                      |                                                      |                                                                                        |                                                                                        |                                                   |                                                   |
| Scipione *1871 †1927 1. Anna Maria De Ferrari 2. Teodora Martini               | Scipione *1871 †1927 1. Anna Maria De Ferrari 2. Teodora Martini               | Livio *1874 †1939 Valeria Alessandra Keun | Livio *1874 †1939 Valeria Alessandra Keun |                                                      |                                                                   |                                                                   |                       |                       |                                                   | Rodolfo *1880 †1963 1. Genoveffa Borghese 2. Giulia Frascara | Rodolfo *1880 †1963 1. Genoveffa Borghese 2. Giulia Frascara          |                                                                              |                                                                              |                                                                        |                                  | Marco *1875 †1942 Isabel Porgès                          | Marco *1875 †1942 Isabel Porgès                          | Torlonia p. Fucino                                                | Torlonia p. Fucino                                 |                                                      |                                                      |                                                                                        |                                                                                        |                                                   |                                                   |
|                                                                                |                                                                                |                                           |                                           |                                                      |                                                                   |                                                                   |                       |                       |                                                   |                                                              |                                                                       |                                                                              |                                                                              |                                                                        |                                  |                                                          |                                                          |                                                                   |                                                    |                                                      |                                                      |                                                                                        |                                                                                        |                                                   |                                                   |
|                                                                                |                                                                                |                                           |                                           |                                                      |                                                                   |                                                                   |                       |                       |                                                   |                                                              |                                                                       |                                                                              |                                                                              |                                                                        |                                  |                                                          |                                                          |                                                                   |                                                    |                                                      |                                                      |                                                                                        |                                                                                        |                                                   |                                                   |
| Flavio *1902 †1980 Angela Paternò di Manganelli, VIII Principessa di Sperlinga | Flavio *1902 †1980 Angela Paternò di Manganelli, VIII Principessa di Sperlinga |                                           |                                           |                                                      | Junio Valerio *1906 †1974 Daria Vasilievna Olsoufieva Schouvalova | Junio Valerio *1906 †1974 Daria Vasilievna Olsoufieva Schouvalova | 1.Stefano *1911 †1978 | 1.Stefano *1911 †1978 | 2.Giovanni Angelo *1928 Lydia Cremisini-Lorenzini | 2.Giovanni Angelo *1928 Lydia Cremisini-Lorenzini            | 2.Nicolò *1930 †2020 1. Elena Di Pauli von Treuheim 2. Franca Faldini | 2.Nicolò *1930 †2020 1. Elena Di Pauli von Treuheim 2. Franca Faldini        | 2.Francesco *1934 †2003 1. Donatella Foresio 2. Virginie Rose Scaretti       | 2.Francesco *1934 †2003 1. Donatella Foresio 2. Virginie Rose Scaretti |                                  | Paolo *1904 †1985 1. Anna Scheibler 2. Marcella Fazi     | Paolo *1904 †1985 1. Anna Scheibler 2. Marcella Fazi     |                                                                   |                                                    |                                                      |                                                      |                                                                                        |                                                                                        |                                                   |                                                   |
|                                                                                |                                                                                |                                           |                                           |                                                      |                                                                   |                                                                   |                       |                       |                                                   |                                                              |                                                                       |                                                                              |                                                                              |                                                                        |                                  |                                                          |                                                          |                                                                   |                                                    |                                                      |                                                      |                                                                                        |                                                                                        |                                                   |                                                   |
|                                                                                |                                                                                |                                           |                                           |                                                      |                                                                   |                                                                   |                       |                       |                                                   |                                                              |                                                                       |                                                                              |                                                                              |                                                                        |                                  |                                                          |                                                          |                                                                   |                                                    |                                                      |                                                      |                                                                                        |                                                                                        |                                                   |                                                   |
| Camillo III *1927 †2011 Rossana Nucci                                          | Camillo III *1927 †2011 Rossana Nucci                                          | Paolo Valerio *1933 †1999 Nikè Arrighi    | Paolo Valerio *1933 †1999 Nikè Arrighi    | Livio Giuseppe *1940 †1989 Piera Loreta Rita Vallone | Livio Giuseppe *1940 †1989 Piera Loreta Rita Vallone              |                                                                   |                       |                       | Andrea Scirè *1941 Marisa Canti                   | Andrea Scirè *1941 Marisa Canti                              | 1.Paolo Costantino                                                    | 1.Paolo Costantino                                                           |                                                                              | 2.Francesco *1938 Amanda Leigh                                         | 2.Francesco *1938 Amanda Leigh   |                                                          |                                                          | 2.Marco *1938                                                     | 2.Marco *1938                                      |                                                      |                                                      |                                                                                        |                                                                                        |                                                   |                                                   |
|                                                                                |                                                                                |                                           |                                           |                                                      |                                                                   |                                                                   |                       |                       |                                                   |                                                              |                                                                       |                                                                              |                                                                              |                                                                        |                                  |                                                          |                                                          |                                                                   |                                                    |                                                      |                                                      |                                                                                        |                                                                                        |                                                   |                                                   |
|                                                                                |                                                                                |                                           |                                           |                                                      |                                                                   |                                                                   |                       |                       |                                                   |                                                              |                                                                       |                                                                              |                                                                              |                                                                        |                                  |                                                          |                                                          |                                                                   |                                                    |                                                      |                                                      |                                                                                        |                                                                                        |                                                   |                                                   |
| Scipione II *1970 Barbara Massimo                                              | Scipione II *1970 Barbara Massimo                                              |                                           | Marcantonio *1970 Francesca d'Amore       | Marcantonio *1970 Francesca d'Amore                  | Niccolò                                                           | Niccolò                                                           | Luca                  | Luca                  | Alessio                                           | Alessio                                                      | Valerio                                                               | Valerio                                                                      | Scipione                                                                     | Scipione                                                               | Lorenzo *1972                    | Lorenzo *1972                                            | Luca                                                     | Luca                                                              | Matteo                                             | Matteo                                               |                                                      |                                                                                        |                                                                                        |                                                   |                                                   |

### Borghese, Principi di Sulmona (1610) titolo primogeniale
- Marcantonio II (1598-1658), I principe di Sulmona
- Giovanni Battista (1639-1717), II principe di Sulmona, nipote del precedente
- Marcantonio III (1660-1729), III principe di Sulmona
- Camillo (1693-1763), IV principe di Sulmona
- Marcantonio IV (1730-1800), V principe di Sulmona
- Camillo Filippo Ludovico (1775-1832), VI principe di Sulmona, duca di Guastalla
- Francesco (1776-1839), VII principe di Sulmona, fratello del precedente
- Marcantonio V (1814-1886),VIII principe di Sulmona
- Paolo (1845-1920), IX principe di Sulmona
- Scipione (1871-1927), X principe di Sulmona
- Livio (1874-1939), XI principe di Sulmona, fratello del precedente
- Flavio (1902-1980), XII principe di Sulmona
- Camillo (1927-2011), XIII principe di Sulmona
- Scipione (1970), XIV Principe di Sulmona erede presunto è Camillo Borghese (2020)

### Borghese-Aldobrandini, Principi di Meldola
- Camillo (1816-1902), I principe di Meldola, figlio di Francesco Borghese, VII principe di Sulmona
- Giuseppe (1865-1929), II principe di Meldola
- Clemente (1891-1965), III principe di Meldola
- Camillo (n. 1945), IV principe di Meldola

Erede è Francesco Borghese Aldobrandini (n.1967)

### Borghese-Salviati, Duchi Salviati
- Scipione (1823-1892), I duca Salviati, figlio di Francesco Borghese, VII principe di Sulmona
- Antonio (1860-1920), II duca Salviati
- Pietro (1887-1972), III duca Salviati
- Averardo (1896-1973), IV duca Salviati, fratello del precedente
- Forese (n. 1927-2022), V duca Salviati
- Lorenzo (n. 1957) VI duca Salviati

Erede presunto è il figlio Francesco Forese Borghese Salviati (n. 2000).

## Personalità di spicco della famiglia Borghese

### Papi e cardinali
- Camillo Borghese (1552-1621) cardinale dal 1596, poi papa Paolo V (1605-1621)
- Scipione Caffarelli-Borghese (1576-1633), nato Caffarelli, figlio di Hortensia Borghese sorella di Paolo V , cardinale dal 1605
- Pietro Maria Borghese (1599-1642), cardinale dal 1624
- Francesco Scipione Maria Borghese (1697-1759), cardinale dal 1729
- Scipione Borghese (1734 – 1782), cardinale dal 1770

### Militari
- Giovanni Battista Borghese figlio di Nicolò, morto intorno al 1560 celebre capitano di ventura del suo tempo.
- Orazio (1736-1801) Ten. Generale dell'Esercito spagnolo Cons. di Carlo III, ambasciatore spagnolo a Berlino.
- Francesco Borghese Aldobrandini (1776-1839), Generale di brigata dell'esercito napoleonico.
- Giuseppe Borghese (1906-1938), volontario nella guerra civile spagnola, già sottotenente in R. Piemonte Cavalleria, successivamente ten. 4° Bandera, 2° Tercio, caduto a Gandesa. Decorato di Medaglia d'oro al valor militare e della Croce Laureata dell'Ordine di San Ferdinando.
- Junio Valerio Capitano di fregata (1906-1974) fino all'8 settembre 1943 con la Regia Marina, successivamente durante la Repubblica Sociale Italiana, comandante del corpo militare di matrice fascista e noto per la sua ferocia Xª Flottiglia MAS.